# Винишка афера
Винишката афера от 1897 година е първият голям провал във Вътрешната македоно-одринска революционна организация. Започва в село Виница, Кочанско и причинява разстройване на революционната мрежа в Скопския санджак, загуби на хора и оръжие.

## Причини и развой
Повод за аферата е нападението на 14 срещу 15 ноември на дошлата от България чета на Коте Голчев над дома на богатия турчин Касим бег в смесеното българо-турско село Виница. Четата задига от дома му 700 - 800 турски лири, а самия него убива. Това предизвиква разследвания, масови арести и побоища от страна на властта, при които се разкриват не само някои от съучастниците на четата, но и организационната мрежа на ВМОРО. При направените обиски е разкрито голямо количество оръжие. Председателят на местния комитет на организацията Георги Иванов издава нейните дейци не само във Виница. Разкритията на властта се простират и в Щипска, Кратовска, Планечка, Радовишка, Кумановска, Скопска и други кази (околии). В резултат на съпътстващите разкритията репресии са убити петима души, други петима умират впоследствие от изтезанията, 111 души са пребити, 13 жени и мъже са изнасилени, общо арестуваните са 528 души, а около 300 души избягват в България. Малтретиран е и кореспондентът на вестник „Манчестър Гардиън“ Емери.
Извадка от „Мемоара“ на Вътрешната организация илюстрира издевателствата:
| „ | Въ с. Виница, Кочанско: учителя Червенъ-Елековъ биде жестоко изтезаванъ и обезчестенъ по содомски отъ войници; главата на селския кметъ Иванъ Петровъ биде стѣгана съ мокри вѫжета; селянина Христо Грънчарь 24 часа биде държанъ увисналъ съ глава надолу и битъ по гърдитъ; младежътъ Ямпо Захариевъ умрѣ отъ жестоки изтезания; войници убиха въ една оризова динка Атанасъ Петковъ, Григоръ Медлининъ и двама работници отъ с. Галичникъ (Дебърско); обезчестени бидоха Катерина Митева (отъ чаушина на Дервишъ ефенди и единъ войникъ), Мария Гюрушова и Гина Иванова. Попъ Никола отъ с. Зърновци (Кочанско), е обесванъ съ главата надолу и държанъ въ такова положение цѣли 3 часа; държанъ е нѣколко часа въ замръзнала вода, горенъ е съ желѣзо по тѣлото и anus-а и пр. Тасо Мишевъ отъ сѫщото село е обесванъ съ главата надолу и горенъ съ желѣзо по тѣлото. Учительтъ отъ с. Панчево (Кочанско) Алекс. Бъличевъ е мѫченъ съ забиване спици подъ ноктитѣ и държанъ дълго време надъ огъня. Коце Захариевъ отъ гр. Кочани е държанъ нѣколко часа съ голи крака подъ силно огорещена печка. Учительтъ отъ с. Дѣдино (Радовишко) Хр. Георгиевъ е битъ петь вечери наредъ, обесванъ е съ главата надолу и езика му е хващанъ съ нагорещена маша. Обезчестени сѫ въ сѫщото село: Спасена Георгиева и момитѣ: Катерина Янева и Зоя Илиева. И дветѣ първи умрѣха отъ изнасилване. Именуемитѣ Кара Тасе, Пане Пищоло, Василъ Лъската, Гьошо Икономски и Коце Бакалчето – всички родомъ отъ гр. Щипь, следъ като получиха по 40 камшици и дипчици, презъ цѣли 24 часа бидоха държани по на единъ кракъ и бити, когато омаляваха. Василъ Лъската умрѣ отъ жестоки изтезания. Свещеникътъ попъ Димко отъ с. Свети Николе (Щипско) биде обезчестенъ отъ войници. Младиятъ свещеникъ Ананий отъ с. Кокошине (Кумановско) биде битъ по краката и горенъ по корема съ огорещено желѣзо; учителя отъ същото село Арсений Николовъ е битъ по краката и горенъ съ огорещено желѣзо по седалището и дѣсния кракь. Учительтъ въ гр. Кратово Йосифъ Даскаловъ е жестоко изтезаванъ, горенъ съ желѣзо въ устата и anus-а. | “ |

Според Христо Силянов жертвите на аферата са 218 убити, бити и изтезавани (5 убити, 5 умрели от изтезания, 111 бити, 85 изтезавани, 13 жени и мъже обезчестени); 528 арестувани в казалийските затвори и в Скопие; 300 забегнали в България. По-голямата част от пострадалите са селяни, но пострадва значително и българската интелигенцията – изтезавани са 27 учители и 13 свещеници; арестуваните учители са 30, духовни лица – 12; управители на училища – 3; избягалите учители са 10, свещениците – 11.
В Кумановско поради аферата са принудени да бягат в България Ангел Малински, Кръсто Лазаров, Ангел Голомехов, Христо Кипрянов, Стойчо Чекъров. Аферата в Куманово засяга Доне Градишки, който е бит много, Анто Илиев, Георги Стаменов, Юрдан Сечков, Миле Бенков, Денко Думановски. От кумановските села са засегнати Малино, Градище, Кокошине и Мургаш, както и селата откъм Козяк планина, като  Канарево, Жегняни, Младо Нагоричени и Байловци остават незасегнати, макар и да имат революционни комитети. От селата са арестувани учителят Иван Кралев, от Мургаш, свещеник Анани Анастасов, учителя Арсени Николов. Оръжие е намерено в Малино и Градище.

## Реакция на България
В България правителството открива специални столови, в които се изхранват бегълците.
Натискът върху българското правителство го кара да вземе мерки срещу извършителите на нападението. Извършено е разследване и в Кюстендил е проведен съдебен процес.
На 19 януари 1898 година българският дипломатически агент в Цариград Димитър Марков изпраща от името на българското правителство до великия везир Халил Рифат паша специален мемоар за положението на българите в Македония и специално за резултатите от Винишката афера. Марков прави преглед на мерките предприети от османското правителство и изтъква, че само във вилаетския затвор в Скопие има задържани 592 българи, от които 60 учители и свещеници. В България стават многобройни митинги за спиране на турските насилия.

## Реакция на ВМОРО
В стремежа си да спре разкритията и издевателствата на властта, Гоце Делчев, Христо Матов (от Скопие) и други дейци на ВМОРО започват да организират голяма чета в България, чиято цел е да нападне Виница и да унищожи архивите, но под натиска на чуждестранните дипломатически представители и поради реакцията на общественото мнение в България в края на февруари 1898 година османските власти освобождават по-голямата част от арестуваните. 
През 1898 година 8 души са осъдени на доживотен затвор и заточени в Бодрум кале в Мала Азия, а други двама получават по-кратки присъди.
Георги Иванов е осъден на смърт от Революционната организация и присъдата е изпълнена в 1900 година.

## Заточени
| Номер | Име                         | Родно място | Години | Длъжност |
| ----- | --------------------------- | ----------- | ------ | --- |
| 1.    | Петър Попарсов              | Богомила    | 30     | завършил филология в Софийското висше училище в 1892 г., главен учител на българските училища в Щип                   |
| 2.    | Йосиф Даскалов              | Кратово     | 30     | завършил IV клас на Скопското българско педагогическо училище, учител в Кратово                                       |
| 3.    | Мише Развигоров             | Щип         | 26     | завършил V клас на Солунската гимназия и III клас на Педагогическото училище в Кюстендил в 1896 г. учител в Ново село |
| 4.    | Димитър Мирасчиев           | Щип         |        | завършил VII клас на Солунската гимназия и химия в Софийското висше училище в 1896 г., учител в Крива паланка         |
| 5.    | Александър Коцев (Икономов) | Ново село   | 21     | завършил IV клас на Солунската българска гимназия, учител в Митрошинци                                                |
| 6.    | Александър Беличев          | Щип         | 20     | завършил IV клас на Скопското българско педагогическо училище, учител в Спанчево                                      |
| 7.    | Данаил Дограмаджиев         | Кочани      |        | учител в Кочани |
| 8.    | архимандрит Козма           | Кърчово     |        | игумен на Лесновския манастир                                                                                         |
| 9.    | дядо Ангел                  | Драгобраща  |        | - |
| 10.   | Дане                        | Кочани      |        | - |

## Последствия
В резултат на Винишката афера ВМРО губи много оръжие, претърпява морални щети, лишава се от ценни кадри, а османските власти започват да гледат с нарастващо недоверие българското население в Македония. Тази афера е съизмерима с други удари, които организацията претърпява впоследствие – Иванчовата афера в Костурско (1901), Солунските атентати (1903), последствията от Илинденско-Преображенското въстание от 1903 година и други, но е първата от този мащаб.
В резултата на аферата много семейства се изселват в Свободна България - в Кюстендил и Кюстендилско. В Кюстендил е създаден Помощен комитет за материално подпомагане на жертвите от Винишката афера.
Аферата разкрива нуждата от повече ефективност в действията на революционната организация при подобни кризи, когато е необходимо да се даде убежище на преследваните и да се спрат предателствата. Тя ускорява създаването на постоянни районни чети на ВМОРО, усъвършенстването на нелегалните канали за бягство към България. Смята се, че тази афера е един от поводите за масовизирането на ВМОРО и активизирането на действията ѝ сред селското население.
Аферата за две години на практика почти унищожава дейността на революционната организация в Щипско. Единствено действаща остава групата около Тодор Хаджикостадинов, която единствено поддържа арестантите и семействата им. Организацията стъпва на крака едва през есента на 1899 година, когато в града пристигат новите ръководители Васил Пасков, назначен за главен учител в двете български училище - Щипското и Новоселското, Мице Икономов и Георги Дупков, също назначени за учители.